# Copa América 2024 (soupisky)
Soupisky na Copa América 2024, která se hrála ve Spojených státech amerických.
| Zlato                | Stříbro             | Bronz              |
| -------------------- | ------------------- | ------------------ |
| Argentina • Soupiska | Kolumbie • Soupiska | Uruguay • Soupiska |

## Skupina A

### Argentina
Hlavní trenér:  Lionel Scaloni
| Jméno                 | Datum narození | Klub                 |
| Brankáři              | Brankáři       | Brankáři             |
| --------------------- | -------------- | -------------------- |
| Franco Armani         | 16.10.1986     | CA River Plate       |
| Gerónimo Rulli        | 20.5.1992      | AFC Ajax             |
| Emiliano Martínez     | 2.9.1992       | Aston Villa FC       |
| Obránci               |                |                      |
| Lucas Martínez Quarta | 10.5.1996      | ACF Fiorentina       |
| Nicolás Tagliafico    | 31.8.1992      | Olympique Lyon       |
| Gonzalo Montiel       | 1.1.1997       | Sevilla FC           |
| Germán Pezzella       | 27.6.1991      | Real Betis           |
| Marcos Acuña          | 28.10.1991     | Sevilla FC           |
| Cristian Romero       | 27.4.1998      | Tottenham Hotspur FC |
| Nicolás Otamendi      | 12.2.1988      | Benfica Lisabon      |
| Lisandro Martínez     | 18.1.1998      | Manchester United FC |
| Nahuel Molina         | 6.4.1998       | Atlético Madrid      |
| Záložníci             |                |                      |
| Leandro Paredes       | 29.6.1994      | AS Řím               |
| Rodrigo De Paul       | 24.5.1994      | Atlético Madrid      |
| Exequiel Palacios     | 5.10.1998      | Bayer 04 Leverkusen  |
| Giovani Lo Celso      | 9.4.1996       | Tottenham Hotspur FC |
| Guido Rodríguez       | 12.4.1994      | Real Betis           |
| Alexis Mac Allister   | 24.12.1998     | Liverpool FC         |
| Enzo Fernández        | 17.1.2001      | Chelsea FC           |
| Útočníci              |                |                      |
| Julián Álvarez        | 31.1.2000      | Manchester City FC   |
| Lionel Messi -        | 24.6.1987      | Inter Miami CF       |
| Ángel Di María        | 14.2.1988      | Benfica Lisabon      |
| Nicolás González      | 6.4.1998       | ACF Fiorentina       |
| Alejandro Garnacho    | 1.7.2004       | Manchester United FC |
| Valentín Carboni      | 5.3.2005       | AC Monza             |
| Lautaro Martínez      | 22.8.1997      | FC Inter Milán       |

### Peru
Hlavní trenér:  Jorge Fossati
| Jméno               | Datum narození | Klub                                     |
| Brankáři            | Brankáři       | Brankáři                                 |
| ------------------- | -------------- | ---------------------------------------- |
| Pedro Gallese       | 23.2.1990      | Orlando City SC                          |
| Carlos Cáceda       | 27.9.1991      | FBC Melgar                               |
| Diego Romero        | 17.8.2001      | Club Universitario de Deportes           |
| Obránci             |                |                                          |
| Luis Abram          | 27.2.1996      | Atlanta United FC                        |
| Aldo Corzo          | 20.5.1989      | Club Universitario de Deportes           |
| Anderson Santamaría | 10.1.1992      | Atlas FC                                 |
| Carlos Zambrano     | 10.7.1989      | Alianza Lima                             |
| Marcos López        | 20.11.1999     | Feyenoord                                |
| Miguel Araujo       | 24.10.1994     | Portland Timbers                         |
| Luis Advíncula      | 2.3.1990       | CA Boca Juniors                          |
| Oliver Sonne        | 10.11.2000     | Silkeborg IF                             |
| Alexander Callens   | 4.5.1992       | Girona FC                                |
| Záložníci           |                |                                          |
| Sergio Peña         | 28.9.1995      | Malmö FF                                 |
| Christian Cueva     | 23.11.1991     | Al Fateh SC                              |
| Jesús Castillo      | 11.6.2001      | Gil Vicente FC                           |
| Wilder Cartagena    | 23.9.1994      | Orlando City SC                          |
| Piero Quispe        | 14.8.2001      | Club Universidad Nacional                |
| Útočníci            |                |                                          |
| Andy Polo           | 29.9.1994      | Club Universitario de Deportes           |
| Paolo Guerrero -    | 1.1.1984       | Club Deportivo Universidad César Vallejo |
| Bryan Reyna         | 23.8.1998      | Belgrano Córdoba                         |
| Gianluca Lapadula   | 7.2.1990       | Cagliari Calcio                          |
| André Carrillo      | 14.6.1991      | Al-Qadsiah FC                            |
| Edison Flores       | 15.5.1994      | Club Universitario de Deportes           |
| José Rivera         | 8.5.1997       | Club Universitario de Deportes           |
| Joao Grimaldo       | 20.2.2003      | Club Sporting Cristal                    |
| Franco Zanelatto    | 9.5.2000       | Alianza Lima                             |

### Chile
Hlavní trenér:  Ricardo Gareca
| Jméno                | Datum narození | Klub                      |
| Brankáři             | Brankáři       | Brankáři                  |
| -------------------- | -------------- | ------------------------- |
| Claudio Bravo -      | 13.4.1983      | Real Betis                |
| Gabriel Arias        | 13.9.1987      | Racing Club               |
| Brayan Cortés        | 11.3.1995      | Colo-Colo                 |
| Obránci              |                |                           |
| Gabriel Suazo        | 9.8.1997       | Toulouse FC               |
| Guillermo Maripán    | 6.5.1994       | AS Monaco FC              |
| Mauricio Isla        | 12.6.1988      | CA Independiente          |
| Paulo Díaz           | 25.8.1994      | CA River Plate            |
| Thomas Galdames      | 20.11.1998     | Godoy Cruz Antonio Tomba  |
| Igor Lichnovsky      | 7.3.1994       | Club América              |
| Matías Catalán       | 19.8.1992      | Club Atlético Talleres    |
| Benjamín Kuscevic    | 2.5.1996       | Fortaleza Esporte Clube   |
| Nicolás Fernández    | 3.8.1999       | Audax Italiano            |
| Záložníci            |                |                           |
| Marcelino Núñez      | 1.3.2000       | Norwich City FC           |
| Erick Pulgar         | 15.1.1994      | CR Flamengo               |
| Diego Valdés         | 30.1.1994      | Club América              |
| Esteban Pavez        | 1.5.1990       | Colo-Colo                 |
| Rodrigo Echeverría   | 17.4.1995      | CA Huracán                |
| César Pérez          | 29.11.2002     | Unión La Calera           |
| Útočníci             |                |                           |
| Darío Osorio         | 24.1.2004      | FC Midtjylland            |
| Víctor Dávila        | 4.11.1997      | PFK CSKA Moskva           |
| Alexis Sánchez       | 19.12.1988     | FC Inter Milán            |
| Eduardo Vargas       | 20.11.1989     | CA Mineiro                |
| Cristián Zavala      | 3.8.1999       | Colo-Colo                 |
| Marcos Bolados       | 28.2.1996      | Colo-Colo                 |
| Maximiliano Guerrero | 15.1.2000      | Club Universidad de Chile |
| Ben Brereton Díaz    | 18.4.1999      | Sheffield United FC       |

### Kanada
Hlavní trenér:  Jesse Marsch
| Jméno              | Datum narození | Klub                      |
| Brankáři           | Brankáři       | Brankáři                  |
| ------------------ | -------------- | ------------------------- |
| Dayne St. Clair    | 9.5.1997       | Minnesota United FC       |
| Maxime Crépeau     | 11.4.1994      | Portland Timbers          |
| Tom McGill         | 25.3.2000      | Brighton & Hove Albion FC |
| Obránci            |                |                           |
| Alistair Johnston  | 8.10.1998      | Celtic FC                 |
| Luc de Fougerolles | 12.10.2005     | Fulham FC                 |
| Kamal Miller       | 16.5.1997      | Portland Timbers          |
| Joel Waterman      | 24.1.1996      | Club de Foot Montréal     |
| Derek Cornelius    | 25.11.1997     | Malmö FF                  |
| Moïse Bombito      | 30.3.2000      | Colorado Rapids           |
| Alphonso Davies -  | 2.11.2000      | FC Bayern Mnichov         |
| Ali Ahmed          | 10.10.2000     | Vancouver Whitecaps FC    |
| Richie Laryea      | 7.1.1995       | Toronto FC                |
| Kyle Hiebert       | 30.7.1997      | St. Louis City SC         |
| Záložníci          |                |                           |
| Samuel Piette      | 12.11.1994     | Club de Foot Montréal     |
| Stephen Eustáquio  | 21.12.1996     | FC Porto                  |
| Ismaël Koné        | 16.6.2002      | Watford FC                |
| Jonathan Osorio    | 12.6.1992      | Toronto FC                |
| Mathieu Choinière  | 7.2.1999       | Club de Foot Montréal     |
| Útočníci           |                |                           |
| Cyle Larin         | 17.4.1995      | RCD Mallorca              |
| Jonathan David     | 14.1.2000      | Lille OSC                 |
| Theo Bair          | 27.8.1999      | Motherwell FC             |
| Jacen Russell-Rowe | 13.9.2002      | Columbus Crew SC          |
| Jacob Shaffelburg  | 26.11.1999     | Nashville SC              |
| Tajon Buchanan     | 8.2.1999       | FC Inter Milán            |
| Liam Millar        | 27.9.1999      | Preston North End FC      |
| Tani Oluwaseyi     | 15.5.2000      | Minnesota United FC       |

## Skupina B

### Mexiko
Hlavní trenér:  Jaime Lozano
| Jméno                   | Datum narození | Klub                      |
| Brankáři                | Brankáři       | Brankáři                  |
| ----------------------- | -------------- | ------------------------- |
| Julio González          | 23.4.1991      | Club Universidad Nacional |
| Carlos Acevedo          | 19.4.1996      | Santos Laguna             |
| Raúl Rangel             | 25.2.2000      | CD Guadalajara            |
| Obránci                 |                |                           |
| Jorge Sánchez           | 10.12.1997     | FC Porto                  |
| César Montes            | 24.2.1997      | UD Almería                |
| Johan Vásquez           | 22.10.1998     | Janov CFC                 |
| Gerardo Arteaga         | 7.9.1998       | CF Monterrey              |
| Jesús Orozco            | 19.2.2002      | CD Guadalajara            |
| Israel Reyes            | 23.5.2000      | Club América              |
| Brian García            | 31.10.1997     | Deportivo Toluca FC       |
| Bryan González          | 10.4.2003      | CF Pachuca                |
| Záložníci               |                |                           |
| Edson Álvarez -         | 24.10.1997     | West Ham United FC        |
| Luis Romo               | 5.6.1995       | CF Monterrey              |
| Carlos Alberto Roríguez | 3.1.1997       | Cruz Azul                 |
| Érick Sánchez           | 27.9.1999      | CF Pachuca                |
| Jordi Cortizo           | 30.6.1996      | CF Monterrey              |
| Orbelín Pineda          | 24.3.1996      | AEK Athény                |
| Luis Chávez             | 15.1.1996      | FK Dynamo Moskva          |
| Roberto Alvarado        | 7.9.1998       | CD Guadalajara            |
| Útočníci                |                |                           |
| Julián Quiñones         | 24.3.1997      | Club América              |
| Alexis Vega             | 25.11.1997     | Deportivo Toluca FC       |
| Santiago Giménez        | 18.4.2001      | Feyenoord                 |
| Uriel Antuna            | 21.8.1997      | Cruz Azul                 |
| Marcelo Flores          | 1.10.2003      | Tigres UANL               |
| César Huerta            | 3.12.2000      | Club Universidad Nacional |
| Guillermo Martínez      | 15.3.1995      | Club Universidad Nacional |

### Ekvádor
Hlavní trenér:  Félix Sánchez
| Jméno               | Datum narození | Klub                        |
| Brankáři            | Brankáři       | Brankáři                    |
| ------------------- | -------------- | --------------------------- |
| Hernán Galíndez     | 30.3.1987      | CA Huracán                  |
| Moisés Ramírez      | 9.9.2000       | Independiente del Valle     |
| Alexander Domínguez | 5.6.1987       | LDU Quito                   |
| Obránci             |                |                             |
| Félix Torres        | 11.1.1997      | SC Corinthians Paulista     |
| Piero Hincapié      | 9.1.2002       | Bayer 04 Leverkusen         |
| Joel Ordóñez        | 21.4.2004      | Club Brugge KV              |
| Willian Pacho       | 16.10.2001     | Eintracht Frankfurt         |
| Layan Loor          | 23.5.2001      | CD Universidad Católica     |
| Ángelo Preciado     | 18.2.1998      | AC Sparta Praha             |
| José Hurtado        | 23.12.2001     | Red Bull Bragantino         |
| Jackson Porozo      | 4.8.2000       | Kasımpaşa SK                |
| Andrés Micolta      | 6.7.1999       | CF Pachuca                  |
| Záložníci           |                |                             |
| José Cifuentes      | 12.3.1999      | Cruzeiro Esporte Clube      |
| Carlos Gruezo       | 19.4.1995      | San Jose Earthquakes        |
| John Yeboah         | 23.6.2000      | Raków Częstochowa           |
| Kendry Páez         | 4.5.2007       | Independiente del Valle     |
| Alan Minda          | 14.5.2003      | Cercle Brugge KSV           |
| Ángel Mena          | 21.1.1988      | Club León                   |
| Jeremy Sarmiento    | 16.6.2002      | Ipswich Town FC             |
| Joao Ortiz          | 1.5.1996       | Independiente del Valle     |
| Janner Corozo       | 8.9.1995       | Barcelona SC                |
| Alan Franco         | 21.8.1998      | CA Mineiro                  |
| Moisés Caicedo      | 2.11.2001      | Chelsea FC                  |
| Útočníci            |                |                             |
| Kevin Rodríguez     | 4.3.2000       | Royale Union Saint-Gilloise |
| Enner Valencia -    | 4.11.1989      | Sport Club Internacional    |
| Jordy Caicedo       | 18.11.1997     | Atlas FC                    |

### Venezuela
Hlavní trenér:  Fernando Batista
| Jméno                 | Datum narození | Klub                             |
| Brankáři              | Brankáři       | Brankáři                         |
| --------------------- | -------------- | -------------------------------- |
| Joel Graterol         | 13.2.1997      | América de Cali                  |
| José Contreras        | 20.10.1994     | Águilas Doradas                  |
| Rafael Romo           | 25.2.1990      | CD Universidad Católica          |
| Obránci               |                |                                  |
| Nahuel Ferraresi      | 19.11.1998     | São Paulo FC                     |
| Yordan Osorio         | 10.5.1994      | Parma Calcio 1913                |
| Jon Aramburu          | 23.7.2002      | Real Sociedad                    |
| Jhon Chancellor       | 2.1.1992       | Metropolitanos FC                |
| Christian Makoun      | 5.3.2000       | Anorthosis Famagusta             |
| Miguel Navarro        | 26.2.1999      | Club Atlético Talleres           |
| Wilker Ángel          | 18.3.1993      | Criciúma Esporte Clube           |
| Alexander González    | 13.11.1992     | CS Emelec                        |
| Záložníci             |                |                                  |
| Yangel Herrera        | 7.1.1998       | Girona FC                        |
| Jefferson Savarino    | 11.11.1996     | Botafogo FR                      |
| Tomás Rincón -        | 13.1.1988      | Santos FC                        |
| Yeferson Soteldo      | 30.6.1997      | Grêmio Foot-Ball Porto Alegrense |
| Darwin Machís         | 7.2.1993       | Cádiz CF                         |
| José Andrés Martínez  | 7.9.1994       | Philadelphia Union               |
| Telasco Segovia       | 2.4.2003       | Casa Pia AC                      |
| Matías Lacava         | 24.10.2002     | FC Vizela                        |
| Cristian Cásseres Jr. | 20.1.2000      | Toulouse FC                      |
| Kervin Andrade        | 13.4.2005      | Fortaleza Esporte Clube          |
| Eduard Bello          | 20.8.1995      | Mazatlán FC                      |
| Daniel Pereira        | 14.7.2000      | Austin FC                        |
| Útočníci              |                |                                  |
| Jhonder Cádiz         | 29.7.1995      | FC Famalicão                     |
| Eric Ramírez          | 20.11.1998     | Atlético Nacional                |
| Salomón Rondón        | 16.9.1989      | CF Pachuca                       |

### Jamajka
Hlavní trenér:  Heimir Hallgrímsson
| Jméno                | Datum narození | Klub                            |
| Brankáři             | Brankáři       | Brankáři                        |
| -------------------- | -------------- | ------------------------------- |
| Shaquan Davis        | 11.11.2000     | Mount Pleasant Football Academy |
| Coniah Boyce-Clarke  | 1.3.2003       | Reading FC                      |
| Jahmali Waite        | 24.12.1998     | El Paso Locomotive FC           |
| Andre Blake -        | 21.11.1990     | Philadelphia Union              |
| Obránci              |                |                                 |
| Dexter Lembikisa     | 4.11.2003      | Heart of Midlothian FC          |
| Michael Hector       | 19.7.1992      | Charlton Athletic FC            |
| Richard King         | 27.11.2001     | Cavalier FC                     |
| Ethan Pinnock        | 29.5.1993      | Brentford FC                    |
| Di'Shon Bernard      | 14.10.2000     | Sheffield Wednesday FC          |
| Wes Harding          | 20.10.1996     | Millwall FC                     |
| Damion Lowe          | 5.5.1993       | Philadelphia Union              |
| Jon Bell             | 26.8.1997      | Seattle Sounders FC             |
| Greg Leigh           | 30.9.1994      | Oxford United FC                |
| Amari'i Bell         | 5.5.1994       | Luton Town FC                   |
| Záložníci            |                |                                 |
| Bobby Decordova-Reid | 2.2.1993       | Fulham FC                       |
| Kasey Palmer         | 9.11.1996      | Coventry City FC                |
| Joel Latibeaudiere   | 6.1.2000       | Coventry City FC                |
| Karoy Anderson       | 1.10.2004      | Charlton Athletic FC            |
| Alex Marshall        | 24.2.1998      | Portmore United FC              |
| Kevon Lambert        | 22.3.1997      | Real Salt Lake                  |
| Útočníci             |                |                                 |
| Demarai Gray         | 28.6.1996      | Al Ettifaq FC                   |
| Kaheim Dixon         | 4.10.2004      | Arnett Gardens FC               |
| Michail Antonio      | 28.3.1990      | West Ham United FC              |
| Shamar Nicholson     | 16.2.1997      | Clermont Foot                   |
| Renaldo Cephas       | 8.12.1999      | MKE Ankaragücü                  |

## Skupina C

### USA
Hlavní trenér:  Gregg Berhalter
| Jméno                  | Datum narození | Klub                     |
| Brankáři               | Brankáři       | Brankáři                 |
| ---------------------- | -------------- | ------------------------ |
| Matt Turner            | 24.6.1994      | Nottingham Forest FC     |
| Ethan Horvath          | 9.6.1995       | Cardiff City FC          |
| Sean Johnson           | 31.5.1989      | Toronto FC               |
| Obránci                |                |                          |
| Cameron Carter-Vickers | 31.12.1997     | Celtic FC                |
| Chris Richards         | 28.3.2000      | Crystal Palace FC        |
| Antonee Robinson       | 8.8.1997       | Fulham FC                |
| Miles Robinson         | 14.3.1997      | FC Cincinnati            |
| Tim Ream               | 5.10.1987      | Fulham FC                |
| Shaq Moore             | 2.11.1996      | Nashville SC             |
| Joe Scally             | 31.12.2002     | Borussia Mönchengladbach |
| Kristoffer Lund        | 14.5.2002      | Palermo SSD              |
| Mark McKenzie          | 25.2.1999      | KRC Genk                 |
| Záložníci              |                |                          |
| Tyler Adams            | 14.2.1999      | AFC Bournemouth          |
| Yunus Musah            | 29.11.2002     | AC Milán                 |
| Giovanni Reyna         | 13.11.2002     | Borussia Dortmund        |
| Weston McKennie        | 28.8.1998      | Juventus FC              |
| Luca de la Torre       | 23.5.1998      | Celta de Vigo            |
| Johnny Cardoso         | 20.9.2001      | Real Betis               |
| Malik Tillman          | 28.5.2002      | PSV Eindhoven            |
| Útočníci               |                |                          |
| Ricardo Pepi           | 9.1.2003       | PSV Eindhoven            |
| Christian Pulišić -    | 18.9.1998      | AC Milán                 |
| Brenden Aaronson       | 22.10.2000     | 1. FC Union Berlín       |
| Haji Wright            | 27.3.1998      | Coventry City FC         |
| Folarin Balogun        | 3.7.2001       | AS Monaco FC             |
| Timothy Weah           | 22.2.2000      | Juventus FC              |
| Josh Sargent           | 20.2.2000      | Norwich City FC          |

### Uruguay
Hlavní trenér:  Marcelo Bielsa
| Jméno                  | Datum narození | Klub                     |
| Brankáři               | Brankáři       | Brankáři                 |
| ---------------------- | -------------- | ------------------------ |
| Sergio Rochet          | 23.3.1993      | Sport Club Internacional |
| Franco Israel          | 22.4.2000      | Sporting CP              |
| Santiago Mele          | 6.9.1997       | Atlético Junior          |
| Obránci                |                |                          |
| José María Giménez -   | 20.1.1995      | Atlético Madrid          |
| Sebastián Cáceres      | 18.8.1999      | Club América             |
| Ronald Araújo          | 7.3.1999       | FC Barcelona             |
| Guillermo Varela       | 24.3.1993      | CR Flamengo              |
| Mathías Olivera        | 31.10.1997     | SSC Neapol               |
| Matías Viña            | 9.11.1997      | CR Flamengo              |
| Nicolás Marichal       | 17.3.2001      | FK Dynamo Moskva         |
| Lucas Olaza            | 21.7.1994      | FK Krasnodar             |
| Záložníci              |                |                          |
| Manuel Ugarte          | 11.4.2001      | Paris Saint-Germain FC   |
| Rodrigo Bentancur      | 25.6.1997      | Tottenham Hotspur FC     |
| Nicolás de la Cruz     | 1.6.1997       | CR Flamengo              |
| Nahitan Nández         | 28.12.1995     | Cagliari Calcio          |
| Giorgian de Arrascaeta | 1.6.1994       | CR Flamengo              |
| Federico Valverde      | 22.7.1998      | Real Madrid              |
| Emiliano Martínez      | 17.8.1999      | FC Midtjylland           |
| Útočníci               |                |                          |
| Luis Suárez            | 24.1.1987      | Inter Miami CF           |
| Facundo Pellistri      | 20.12.2001     | Granada CF               |
| Agustín Canobbio       | 1.10.1998      | CA Paranaense            |
| Brian Rodríguez        | 20.5.2000      | Club América             |
| Darwin Núñez           | 24.6.1999      | Liverpool FC             |
| Maximiliano Araújo     | 15.2.2000      | Deportivo Toluca FC      |
| Cristian Olivera       | 17.4.2002      | Los Angeles FC           |
| Brian Ocampo           | 25.6.1999      | Cádiz CF                 |

### Panama
Hlavní trenér:  Thomas Christiansen
| Jméno                  | Datum narození | Klub                    |
| Brankáři               | Brankáři       | Brankáři                |
| ---------------------- | -------------- | ----------------------- |
| Luis Mejía             | 16.3.1991      | Nacional Montevideo     |
| César Samudio          | 26.3.1994      | CD Marathón             |
| Orlando Mosquera       | 25.12.1994     | Maccabi Tel Aviv FC     |
| Obránci                |                |                         |
| César Blackman         | 2.4.1998       | ŠK Slovan Bratislava    |
| José Córdoba           | 3.6.2001       | Norwich City FC         |
| Eduardo Anderson       | 31.1.2001      | Deportivo Saprissa      |
| Éric Davis             | 31.3.1991      | FC Košice               |
| Omar Valencia          | 8.6.2004       | New York Red Bulls      |
| Iván Anderson          | 24.11.1997     | Fortaleza CEIF          |
| Michael Amir Murillo   | 11.2.1996      | Olympique Marseille     |
| Edgardo Fariña         | 21.9.2001      | CSD Municipal           |
| Roderick Miller        | 3.4.1992       | Turan Tovuz İK          |
| Záložníci              |                |                         |
| Abdiel Ayarza          | 12.9.1992      | Club Cienciano          |
| Cristian Martínez      | 6.2.1997       | Al-Jandal SC            |
| José Luis Rodríguez    | 19.6.1998      | FC Famalicão            |
| Adalberto Carrasquilla | 28.11.1998     | Houston Dynamo FC       |
| Yoel Bárcenas -        | 23.10.1993     | Mazatlán FC             |
| Freddy Góndola         | 18.9.1995      | Maccabi Bnei Reineh     |
| Jovani Welch           | 7.12.1999      | Académico de Viseu FC   |
| Carlos Harvey          | 3.2.2000       | Minnesota United FC     |
| César Yanis            | 28.1.1996      | AD San Carlos           |
| Kahiser Lenis          | 23.7.2000      | Jaguares de Córdoba     |
| Útočníci               |                |                         |
| Eduardo Guerrero       | 21.2.2000      | FK Zorja Luhansk        |
| Ismael Díaz            | 12.5.1997      | CD Universidad Católica |
| José Fajardo           | 18.8.1993      | CD Universidad Católica |

### Bolívie
Hlavní trenér:  Antônio Carlos Zago
| Jméno              | Datum narození | Klub                            |
| Brankáři           | Brankáři       | Brankáři                        |
| ------------------ | -------------- | ------------------------------- |
| Carlos Lampe       | 17.3.1987      | Club Bolívar                    |
| Gustavo Almada     | 29.4.1994      | FC Universitario de Vinto       |
| Guillermo Viscarra | 7.2.1993       | Club The Strongest              |
| Obránci            |                |                                 |
| Jesús Sagredo      | 10.3.1994      | Club Bolívar                    |
| Diego Medina       | 13.1.2002      | Club Always Ready               |
| Luis Haquín -      | 15.11.1997     | Associação Atlética Ponte Preta |
| Adrián Jusino      | 9.7.1992       | Club The Strongest              |
| Roberto Fernández  | 12.7.1999      | FK Baltika Kalinigrad           |
| José Sagredo       | 10.3.1994      | Club Bolívar                    |
| Marcelo Suárez     | 29.8.2001      | Club Always Ready               |
| Yomar Rocha        | 21.6.2003      | Club Bolívar                    |
| Záložníci          |                |                                 |
| Leonel Justiniano  | 2.7.1992       | Club Bolívar                    |
| Miguel Terceros    | 25.4.2004      | Santos FC                       |
| Ramiro Vaca        | 1.7.1999       | Club Bolívar                    |
| Robson Tomé        | 18.5.2002      | Club Always Ready               |
| Gabriel Villamil   | 28.6.2001      | LDU Quito                       |
| Boris Céspedes     | 19.6.1995      | Yverdon-Sport FC                |
| Fernando Saucedo   | 15.3.1990      | Club Bolívar                    |
| Héctor Cuéllar     | 16.8.2000      | Club Always Ready               |
| Adalid Terrazas    | 25.8.2000      | Club Always Ready               |
| Útočníci           |                |                                 |
| Jaume Cuéllar      | 23.8.2001      | FC Barcelona                    |
| César Menacho      | 9.8.1999       | Club Blooming                   |
| Carmelo Algarañaz  | 27.1.1996      | Club Bolívar                    |
| Lucas Chávez       | 17.4.2003      | Club Bolívar                    |
| Rodrigo Ramallo    | 14.10.1990     | Club The Strongest              |
| Bruno Miranda      | 10.2.1998      | Club The Strongest              |

## Skupina D

### Brazílie
Hlavní trenér:  Dorival Júnior
| Jméno              | Datum narození | Klub                          |
| Brankáři           | Brankáři       | Brankáři                      |
| ------------------ | -------------- | ----------------------------- |
| Alisson            | 2.10.1992      | Liverpool FC                  |
| Bento              | 10.6.1999      | CA Paranaense                 |
| Rafael             | 23.6.1989      | São Paulo FC                  |
| Obránci            |                |                               |
| Danilo -           | 15.7.1991      | Juventus FC                   |
| Éder Militão       | 18.1.1998      | Real Madrid                   |
| Marquinhos         | 14.5.1994      | Paris Saint-Germain FC        |
| Wendell            | 20.7.1993      | FC Porto                      |
| Yan Couto          | 3.6.2002       | Girona FC                     |
| Gabriel Magalhães  | 19.12.1997     | Arsenal FC                    |
| Guilherme Arana    | 1.4.1997       | CA Mineiro                    |
| Lucas Beraldo      | 24.11.2003     | Paris Saint-Germain FC        |
| Bremer             | 18.3.1997      | Juventus FC                   |
| Záložníci          |                |                               |
| Bruno Guimarães    | 16.11.1997     | Newcastle United FC           |
| Lucas Paquetá      | 27.8.1997      | West Ham United FC            |
| João Gomes         | 12.2.2001      | Wolverhampton Wanderers FC    |
| Douglas Luiz       | 9.5.1998       | Aston Villa FC                |
| Andreas Pereira    | 1.1.1996       | Fulham FC                     |
| Éderson            | 7.7.1999       | Atalanta BC                   |
| Útočníci           |                |                               |
| Vinícius Júnior    | 12.7.2000      | Real Madrid                   |
| Endrick            | 21.7.2006      | Sociedade Esportiva Palmeiras |
| Rodrygo            | 9.1.2001       | Real Madrid                   |
| Raphinha           | 14.12.1996     | FC Barcelona                  |
| Savinho            | 10.4.2004      | Girona FC                     |
| Evanilson          | 6.10.1999      | FC Porto                      |
| Gabriel Martinelli | 18.6.2001      | Arsenal FC                    |
| Pepê               | 24.2.1997      | FC Porto                      |

### Kolumbie
Hlavní trenér:  Néstor Lorenzo
| Jméno                  | Datum narození | Klub                          |
| Brankáři               | Brankáři       | Brankáři                      |
| ---------------------- | -------------- | ----------------------------- |
| David Ospina           | 31.8.1988      | Al-Nassr FC                   |
| Camilo Vargas          | 9.3.1989       | Atlas FC                      |
| Álvaro Montero         | 29.3.1995      | Millonarios FC                |
| Obránci                |                |                               |
| Carlos Cuesta          | 9.3.1999       | KRC Genk                      |
| Jhon Lucumí            | 26.6.1998      | Bologna FC 1909               |
| Santiago Arias         | 13.1.1992      | Esporte Clube Bahia           |
| Yerry Mina             | 24.9.1994      | Cagliari Calcio               |
| Johan Mojica           | 21.8.1992      | CA Osasuna                    |
| Daniel Muñoz           | 26.5.1996      | Crystal Palace FC             |
| Davinson Sánchez       | 12.6.1996      | Galatasaray SK                |
| Deiver Machado         | 2.9.1992       | RC Lens                       |
| Záložníci              |                |                               |
| Kevin Castaño          | 29.9.2000      | FK Krasnodar                  |
| Richard Ríos           | 2.6.2000       | Sociedade Esportiva Palmeiras |
| Jorge Carrascal        | 25.5.1998      | FK Dynamo Moskva              |
| James Rodríguez -      | 12.7.1991      | São Paulo FC                  |
| Jhon Arias             | 21.9.1997      | Fluminense FC                 |
| Mateus Uribe           | 21.3.1991      | Al-Sadd SC                    |
| Jefferson Lerma        | 25.10.1994     | Crystal Palace FC             |
| Juan Fernando Quintero | 18.1.1993      | Racing Club                   |
| Yáser Asprilla         | 19.11.2003     | Watford FC                    |
| Útočníci               |                |                               |
| Luis Díaz              | 13.1.1997      | Liverpool FC                  |
| Miguel Borja           | 26.1.1993      | CA River Plate                |
| Jhon Durán             | 13.12.2003     | Aston Villa FC                |
| Luis Sinisterra        | 17.6.1999      | AFC Bournemouth               |
| Rafael Santos Borré    | 15.9.1995      | Sport Club Internacional      |
| Jhon Córdoba           | 11.5.1993      | FK Krasnodar                  |

### Paraguay
Hlavní trenér:  Daniel Garnero
| Jméno              | Datum narození | Klub                             |
| Brankáři           | Brankáři       | Brankáři                         |
| ------------------ | -------------- | -------------------------------- |
| Carlos Coronel     | 29.12.1996     | New York Red Bulls               |
| Alfredo Aguilar    | 18.7.1988      | Sportivo Luqueño                 |
| Rodrigo Morínigo   | 7.10.1998      | Club Libertad                    |
| Obránci            |                |                                  |
| Iván Ramírez       | 8.12.1994      | Club Libertad                    |
| Omar Alderete      | 26.12.1996     | Getafe CF                        |
| Matías Espinoza    | 19.9.1997      | Club Libertad                    |
| Fabián Balbuena    | 23.8.1991      | FK Dynamo Moskva                 |
| Júnior Alonso      | 9.2.1993       | FK Krasnodar                     |
| Néstor Giménez     | 24.7.1997      | Club Libertad                    |
| Gustavo Gómez -    | 6.5.1993       | Sociedade Esportiva Palmeiras    |
| Gustavo Velázquez  | 17.4.1991      | CA Newell's Old Boys             |
| Záložníci          |                |                                  |
| Damián Bobadilla   | 11.7.2001      | São Paulo FC                     |
| Miguel Almirón     | 10.2.1994      | Newcastle United FC              |
| Andrés Cubas       | 22.5.1996      | Vancouver Whitecaps FC           |
| Matías Rojas       | 3.11.1995      | Inter Miami CF                   |
| Kaku               | 11.1.1995      | Al Ajn FC                        |
| Richard Sánchez    | 29.3.1996      | Club América                     |
| Fabrizio Peralta   | 2.8.2002       | Cruzeiro Esporte Clube           |
| Mathías Villasanti | 24.1.1997      | Grêmio Foot-Ball Porto Alegrense |
| Hernesto Caballero | 9.4.1991       | Club Libertad                    |
| Útočníci           |                |                                  |
| Derlis González    | 20.3.1994      | Club Olimpia                     |
| Adam Bareiro       | 26.7.1996      | CA San Lorenzo de Almagro        |
| Ángel Romero       | 4.7.1992       | SC Corinthians Paulista          |
| Alex Arce          | 16.6.1995      | LDU Quito                        |
| Julio Enciso       | 23.1.2004      | Brighton & Hove Albion FC        |
| Ramón Sosa         | 31.8.1999      | Club Atlético Talleres           |

### Kostarika
Hlavní trenér:  Gustavo Alfaro
| Jméno             | Datum narození | Klub                   |
| Brankáři          | Brankáři       | Brankáři               |
| ----------------- | -------------- | ---------------------- |
| Kevin Chamorro    | 8.4.2000       | Deportivo Saprissa     |
| Aarón Cruz        | 25.5.1991      | CS Herediano           |
| Patrick Sequeira  | 1.3.1999       | UD Ibiza               |
| Obránci           |                |                        |
| Gerald Taylor     | 28.5.2001      | Deportivo Saprissa     |
| Jeyland Mitchell  | 29.9.2004      | LD Alajuelense         |
| Juan Pablo Vargas | 6.6.1995       | Millonarios FC         |
| Fernán Faerrón    | 22.8.2000      | CS Herediano           |
| Julio Cascante    | 3.10.1993      | Austin FC              |
| Joseph Mora       | 15.1.1993      | Deportivo Saprissa     |
| Francisco Calvo - | 8.7.1992       | FC Juárez              |
| Haxzel Quirós     | 3.6.1998       | CS Herediano           |
| Yeison Molina     | 25.1.1996      | AD Guanacasteca        |
| Douglas Sequeira  | 16.9.2003      | Deportivo Saprissa     |
| Záložníci         |                |                        |
| Brandon Aguilera  | 28.6.2003      | Nottingham Forest FC   |
| Ariel Lassiter    | 27.9.1994      | Club de Foot Montréal  |
| Jefferson Brenes  | 13.4.1997      | Deportivo Saprissa     |
| Orlando Galo      | 11.8.2000      | CS Herediano           |
| Alejandro Bran    | 5.3.2001       | Minnesota United FC    |
| Josimar Alcócer   | 7.7.2004       | KVC Westerlo           |
| Útočníci          |                |                        |
| Anthony Contreras | 29.1.2000      | Pafos FC               |
| Manfred Ugalde    | 25.5.2002      | FK Spartak Moskva      |
| Joel Campbell     | 26.6.1992      | LD Alajuelense         |
| Warren Madrigal   | 24.7.2004      | Deportivo Saprissa     |
| Kenneth Vargas    | 17.4.2002      | Heart of Midlothian FC |
| Álvaro Zamora     | 9.3.2002       | Aris Soluň             |
| Andy Rojas        | 5.12.2005      | CS Herediano           |